# John Kennedy (Ruderer)
John Gerdell Kennedy (* 19. Mai 1900 in Philadelphia, Pennsylvania; † September 1971 in Lakewood, Colorado) war ein Steuermann im Rudern aus den Vereinigten Staaten, der 1924 Olympiadritter im Vierer mit Steuermann war.

## Sportliche Karriere
Kennedy besuchte die University of Pennsylvania und steuerte dort die Leichtgewichtsboote. Nach seiner Graduierung gehörte er dem Pennsylvania Barge Club an. Der Vierer dieses Vereins mit Edward Mitchell, Henry Welsford, Robert Gerhardt, Sidney Jelinek und John Kennedy vertrat die Vereinigten Staaten bei den Olympischen Sommerspielen 1924 in Paris. Die Vorläufe wurden von den Booten aus den USA, Frankreich, Italien und den Niederlanden gewonnen. Als Sieger des Hoffnungslaufs stellten die Schweizer das fünfte Boot im Finale. Im Finale siegten die Schweizer vor den Franzosen, dahinter erreichten die Amerikaner das Ziel als Dritte vor den Italienern.
Kenendy arbeitete später als Radiotechniker in einem Kaufhaus.